# Wasim Sajjad
Wasim Sajjad (in urdu وسیم سجاد; Jalandhar, 30 marzo 1941) è un politico pakistano.

## Biografia
Nato a Jalandhar, nell'India britannica, il padre di Sajjad (Justice Sajjad Ahmad Jan) ha continuato a servire come un giudice della Corte Suprema, per poi diventare capo Elezione Commissario del Pakistan. Sajjad ha studiato presso la struttura Burn Hall prima di trasferirsi a Lahore dove ha studiato giurisprudenza presso l'Università del Punjab. Si trasferisce in seguito nell'Oxfordshire, dove ha ricevuto il suo Bachelor of Civil Law seguita da una laurea in Giurisprudenza dal Wadham College, Oxford nel 1967.  Al ritorno in Pakistan, Sajjad è stato ammesso come avvocato in Pakistan e si unì al Punjab Law college dove ha insegnato diritto costituzionale tra il 1967 e il 1977.
Per due brevi periodi, dal luglio 1993 al novembre dello stesso anno e dal dicembre 1997 al gennaio 1998, è stato Presidente del Pakistan.
Dal dicembre 1988 all'ottobre 1998 è stato Presidente del Senato.
Ha ricoperto per due volte la carica di Ministro: è stato infatti Ministro dell'interno dal marzo 1987 al luglio dello stesso anno con Muhammad Junejo alla guida del Governo e Ministro di legge e giustizia dal settembre 1986 al dicembre 1988 anche in questo caso nel Governo guidato da Muhammad Junejo.